# Elisabeth Schellbach
Elisabeth Schellbach, auch Elisabeth Schelbach, (geb. Amberg) (* 18. Dezember 1861 in Tilsit; † 1929 in Mustin bei Lauenburg) war eine deutsche Illustratorin.

## Leben

### Familie
Zur Herkunft und schulischen Ausbildung von Elisabeth Schellbach liegen keine Informationen vor. Sie war seit 1908 mit dem Bildhauer und Kunstgewerbler Siegfried Schellbach (1866–1951) verheiratet.
Im Jahr 1914 wohnte sie in der Brachtstraße 15 in Essen; später lebte bis zu ihrem Tod im Haus Breidablik in Mustin, wo ihr Mann als Bibliothekar und Kreisarchivar tätig war.

### Werdegang
Elisabeth Schellbach besuchte zuerst die Königliche Kunstschule in Berlin und dann die dortige Kunstgewerbeschule. Weiteren Unterricht erhielt sie im Atelier von Georg Ludwig Meyn und dem Maler und Architekten Paul Schultze-Naumburg in Berlin.
Später wurde sie in Friedelshof bei Königs Wusterhausen ansässig.
1905 schuf sie Tierbilder für den Kinderschulsaal sowie möglicherweise zur gleichen Zeit ein Altargemälde für eine Stiftskirche in Frankfurt an der Oder.

### Künstlerisches Wirken
Elisabeth Schellbach illustrierte auch botanische Bücher, unter anderem eine Tafel zum Leitfaden der Botanik, das im Weidmann-Verlag in Berlin, sowie Rosenbusch, das im Paul-Parey-Verlag in Berlin, erschienen war.
Sie war neben ihrer Tätigkeit als Illustratorin als Blumen- und Stilllebenmalerin sowie Grafikerin und Weberin tätig.

## Ausstellungen
- 1898: Ausstellung des Vereins der Berliner Künstlerinnen.
- 1911: Ausstellung des Vereins der Berliner Künstlerinnen.
- 1914: Internationale Ausstellung für Buchgewerbe und Graphik Die Frau im Buchgewerbe und in der Graphik; Sondergruppe der Weltausstellung für Buchgewerbe und Graphik in Leipzig.[4]

## Ehrungen und Auszeichnungen
Im Oktober 1909 erhielt Elisabeth Schellbach eine Prämie für Grafikkunst sowie 1911 einen Preis für einen kunstgewerblichen Entwurf vom Verein der Berliner Künstlerinnen.

## Mitgliedschaften
Elisabeth Schellbach gehörte dem Verein der Berliner Künstlerinnen an und beteiligte sich an deren Ausstellungen von 1898 und 1901. Sie war Mitglied im Deutschen Werkbund und im Künstlerinnenverein Leipzig.

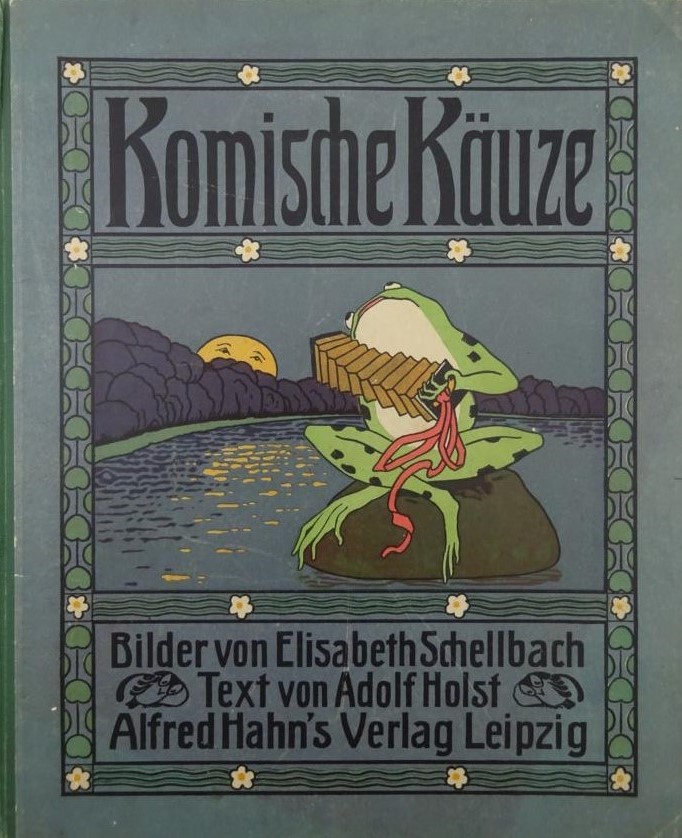
Komische Käuze. Text: Adolf Holst, Bilder: Elisabeth Schelbach (1909)

## Schriften (Auswahl)
- Paul Wossidlo; Elisabeth Amberg: Leitfaden der Botanik für höhere Lehranstalten. Berlin Weidmann 1906.
- Jarno Jessen; Elisabeth Schellbach: Angewandte Kunst. Berlin Lipperheide 1908.
- Adolf Holst; Elisabeth Schellbach: Komische Käuze. Leipzig: Hahn, 1909.
- Paul Bernhard; Elisabeth Schellbach: Die Schmuggler – eine lustige Geschichte aus ernster Kriegszeit in Versen. Essen Fredebeul & Koenen 1917.
- Paul Bernhard; Elisabeth Schellbach: Das Kriegsschwein. Essen: Fredebeul & Koenen, 1917.
- Hermann Gerhards; Franz Joseph Koch; Elisabeth Schellbach: Wildkräuter: eine tabelarische Zusammenstellung der wichtigsten einheimischen, wildwachsenden Küchen-, Tee- und Arzneipflanzen: hierzu eine Wildkräutertafel. Neuwied: Meincke, 1918.